# Rivière aux Mélèzes
Pour les articles homonymes, voir Mélèze.
La rivière aux Mélèzes est une rivière qui coule dans le territoire non organisé de la Rivière-Koksoak, dans le Nunavik, dans la région administrative du Nord-du-Québec, au Québec, au Canada. Elle est un tributaire de la rivière Koksoak laquelle se déverse sur le littoral sud de la baie d'Ungava.
La rivière aux Mélèzes et la rivière Caniapiscau sont les deux principaux tributaires du fleuve Koksoak. Ces deux tributaires convergent ensemble pour former la rivière Koksoak.

## Étymologie
La rivière doit son nom aux mélèzes qui trouvèrent le long de ce cours d'eau des conditions suffisantes pour se développer, car cet arbre se trouve ici à 400 km au-delà de la limite de la flore arborescente.
Le toponyme rivière aux Mélèzes a été officialisé le 5 décembre 1968 à la Commission de toponymie du Québec.

## Géographie
Un ensemble de plans d'eau dont le lac Dupire (altitude : 298 m), le lac Milugiartuuq (altitude : 294 m), le lac en dentelle (altitude : 294 m) et le lac Charnière (altitude : 307 m) alimentent la tête de la rivière aux Mélèzes. Cette partie supérieure de la rivière aux Mélèzes est située :
- au nord du lac des Loups Marins et de la rivière du Gué ;
- au sud du lac Nedlouc et de la rivière aux Feuilles.

Dans son cours supérieur, la rivière aux Mélèzes traverse vers l'est le lac Natuak (altitude : 128 m) constitué par un élargissement de la rivière.
La majeure partie de son bassin fluvial est couvert par la faible densité de la toundra et demeure inhabitée, même par les Inuits. En raison de l'intense glaciation, le bassin est généralement plat et l'altitude ne dépasse pas les trois cents mètres.